# 贾建慧
贾建慧（1961年—），内蒙古兴和县人，汉族，中华人民共和国政治人物、第十一届全国人民代表大会内蒙古地区代表。
毕业于内蒙古广播电视大学汉语言文学专业，是中共党员。担任内蒙古乌兰察布市人民广播电台总编室主任。2008年起担任全国人大代表。